# Бої на Халхин-Голі
Бої́ на Ха́лхин-Го́лі (монг. Халхын голын байлдаан; рос. Бои на Халхин-Голе) або Номонха́нський інциде́нт (яп. ノモンハン事件, ノモンハンじけん Nomon-Han Jiken кит.: 诺门坎事件 піньїнь Nuò mén kǎn shìjiàn) — прикордонний збройний конфлікт між Маньчжурською державою та Монгольською Народною республікою, що тривав протягом 11 травня — 16 вересня 1939 року поблизу річки Халхин-Гол, біля поселення Номонхан на території Монголії. Основними учасниками конфлікту були Японія і СРСР. Перша підтримувала маньчжурів, друга — монголів. Завершальна битва відбулася наприкінці серпня і завершилася повним розгромом 6-ї окремої армії Японії. До 16 вересня продовжувалися повітряні бої. В японській історіографії термін «Халхін-Гол» вживається тільки для найменування річки, а сам військовий конфлікт називається «Інцидент у Номон-Хана», за назвою орієнтирного знаку Номон-Хан-Бурд-Обо в цьому степовому районі маньчжуро-монгольського кордону.

## Історія

### Передумови
Як в майбутньому стверджували радянські джерела, військово-стратегічний задум японського керівництва стосовно «північних територій» начальник штабу Квантунської армії Японії генерал Ітагаки відкрито висловив так:
|                                                                              | Монголія є дуже важливою з погляду японсько-маньчжурського впливу сьогоднішнього дня, бо вона є флангом оборони Сибірської залізниці, що поєднує радянські території на Далекому Сході та в Європі … Тому метою армії має бути поширення японсько-маньчжурського панування на Зовнішню Монголію будь-якими засобами, наявними в їх розпорядженні. |
| — История второй мировой войны. 1939—1945. — М., 1974. Т. 2, с. 41-42.(рос.) | |

Таким чином, японські стратеги планували захопити територію Монгольської Народної Республіки, а потім прорватися до Байкалу. Це дозволило б їм поставити весь радянський Далекий Схід під загрозу відторгнення від СРСР.
28 травня 1939 року японські війська (до 2,5 тис. солдатів і офіцерів) з метою спровокувати обстановку на цій ділянці державного кордону, порушили кордон Монголії й за підтримки артилерії, бронемашин й авіації стали просуватися до річки Халхин-Гол. Монгольські й радянські війська, що перебували на території Монголії відповідно до Протоколу про взаємну допомогу 1936 зупинили наступ японців і до кінця 29 травня відкинули їх за межі монгольсько-китайського кордону.

### Перші бойовища

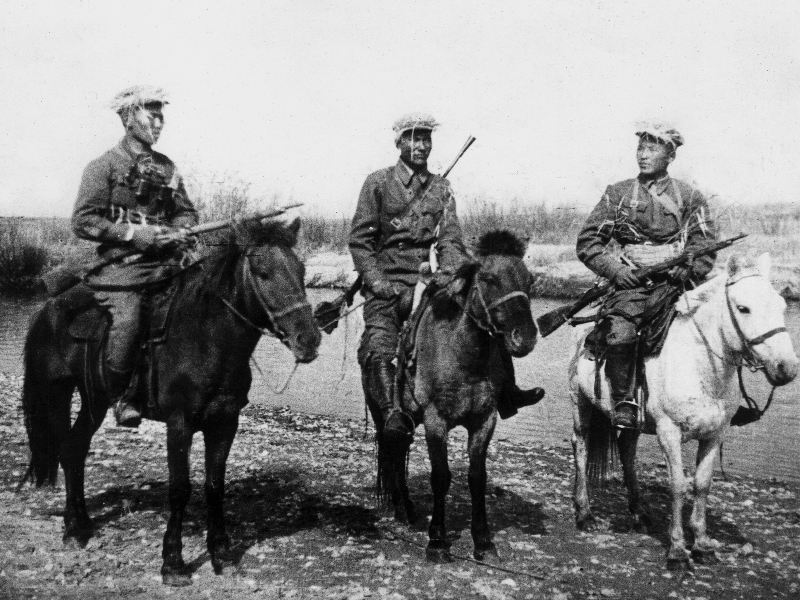
Монгольська кавалерія на Халхін-Голі (1939)

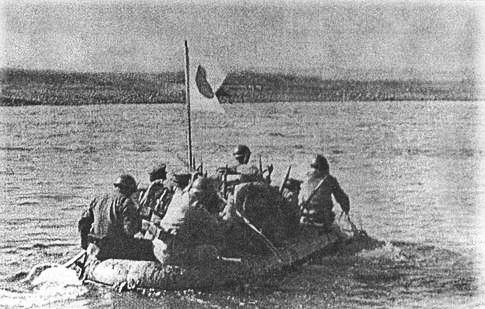
Японська піхота переправляється через р. Халхін-Гол

Наприкінці червня японці, готуючи новий напад з метою оточення й знищення радянсько-монгольських військ на східному березі річки Халхин-Гол, а також захоплення на західному березі річки плацдарму для наступних дій, створили на кордоні Монголії велике угруповання військ (38 тис. чол., 310 гармат, 135 танків, 225 літаків).
Радянсько-монгольські війська під командуванням комдива Г. К. Жукова (з 31 липня — комкор) тримали оборону на східному березі Халхин-Гол. Війська налічували 12,5 тис. чол., 109 гармат, 266 бронемашин, 186 танків, 82 літаки.
2 липня японські війська, використовуючи свою значну кількісну перевагу, перейшли в наступ. У ніч на 3 липня японське ударне угруповання форсувало Халхин-Гол і захопила гору Баїн-Цаган, створивши загрозу оточення радянсько-монгольських військ. Однак після запеклих 3-денних боїв ударне угруповання противника було розгромлено; його залишки було відкинуто на східний берег Халхин-Голу. Не здобули успіху й нові атаки, які японські війська розпочали 8—11 та 24—25 липня.
Конфлікт на Халхин-Гол набував загрозливих масштабів. Обидві сторони стягали на ділянку конфлікту більші сили й готувалися до рішучих дій.

### Радянська контратака

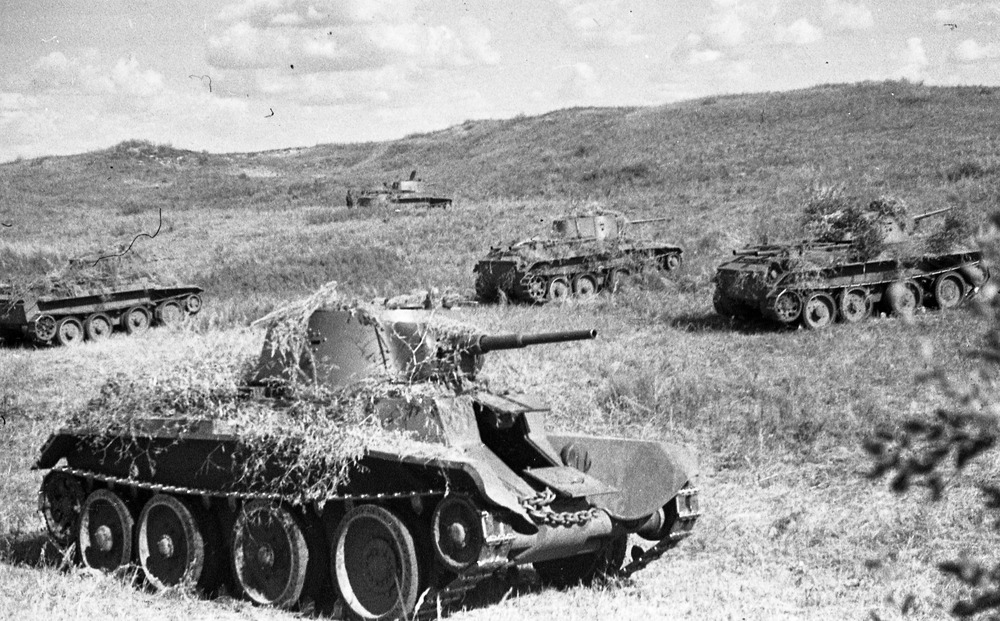
Танки БТ-7 у битві на Халхін-Голі

10 серпня японські війська в районі Халхин-Голу було зведено в 6-ту армію (командувач генерал О.Ріппо), що налічувала близько 75 тис. чол. (частина цих військ входила до складу армії маріонеткової держави Маньчжоу-Го), 500 гармат, 183 танки. Її дії підтримували понад 300 літаків. Японське командування Квантунської армії підготувало новий наступ, який було призначено на 24 серпня.
Для якомога швидшого розгрому японців до Монголії було спрямовано нові радянські частини. До складу радянсько-монгольських військ, зведених у 1-шу армійську групу (командувач комкор Г. К. Жуков), входило близько 57 тис. чол., 542 гармати та міномети, 498 танків, 385 бронемашин; групу підтримували 515 літаків. Монгольські війська очолював маршал МНР Х.Чойбалсан.
З радянського боку безпосередню участь у бойових діях брали:
- 36-та мотострілецька дивізія (мсд),
- 57-ма і 82-га стрілецькі дивізії (сд),
- 1-й стрілецький полк 152-ї сд,
- 5-та стрілецько-кулеметна бригада (скбр),
- 6-та і 11-та танкові бригади (тбр),
- 7-ма, 8-ма, і 9-та мотоброневі бригади (мббр),
- 212-та авіадесантна бригада,
- 56-й винищувальний авіаційний полк,
- 32-й кавалерійський полк,
- 185-й артилерійський полк,
- 85-й зенітний артилерійський полк (зенап),
- 37-й і 85-й артдивізіони ПТО, а також
- частини бойового й тилового забезпечення.

З боку монгольських збройних сил брали участь 6-та і 8-ма кавалерійські дивізії (кд) загальною чисельністю близько 2260 чол.
Координацію спільних дій радянських військ на Далекому Сході й монгольських військ було покладено на фронтове управління на чолі з командармом 2 рангу Г. М. Штерном.
Задум командування полягав в тому, щоб, зв'язавши противника із фронту, ударами у фланги японського угруповання оточити й знищити його між Халхин-Голом і державним кордоном. Відповідно до цього було створено три групи військ: північну, центральну й південну, а також виділено резерв.
20 серпня 1939 радянсько-монгольські війська, випередивши противника, після артилерійської й авіаційної підготовки перешли до наступу. Піхотні війська південної групи до кінця дня просунулися до 12 км, а механізовані частини вийшли до державного кордону. 8-ма кавалерійська дивізія Монголії відкинула кавалерійську дивізію Маньчжоу-Го, опанувала декілька висот на кордоні й надійно прикрила правий фланг радянсько-монгольських військ.
Просування північної групи було зупинено вогнем противника. Із введенням у бій резерву наступ там поновився. Війська центральної групи безперервними атаками зв'язували противника з фронту.
23 серпня основні сили 6-ї армії Японії було оточено в межах монгольської території. До 27 серпня радянсько-монгольські війська розчленували їх на дві частини й знищили спочатку південне, а до ранку 31 серпня — і північне угруповання противника. Територію МНР було звільнено від японських загарбників.
4 і 8 вересня японці силами 2-ї піхотної дивізії, що підійшла, знову спробували вдертися на територію Монголії, але зазнали великих втрат і їх було відкинуто за межі кордону. Зазнавши невдачі на землі, японці зробили спробу взяти реванш у повітрі. Однак під час повітряних боїв 2, 4, 14 та 15 вересня перевага незмінно залишалася за радянською авіацією. У повітряних боях радянські ВПС вперше в історії застосували ракетну зброю: 5 винищувачів І-16, озброєних реактивними снарядами РС-82, збили 13 японських літаків.

### Результати
Японія звернулася до уряду СРСР із проханням про перемир'я. 16 вересня бойові дії було припинено. Японсько-маньчжурські війська втратили на Халхин-Голі близько 61 тис. осіб убитими, пораненими й полоненими, велику кількість бойової техніки й озброєння, зокрема 660 літаків[джерело?].
Втрати радянських військ становили 9703 убитими та 15 952 пораненими.
У повітряних боях було втрачено 207 літаків[джерело?].
У боях на Халхин-Гол 70 осіб було відзначено званням Герой Радянського Союзу, а льотчики Грицевець, Кравченко, Смушкевич першими в країні стали двічі Героями Радянського Союзу.

## Виноски
1. ↑  Включає щонайменше 57 000 радянського[1] та 4,860 монгольського особливого складу[2]. Сукупна чисельність радянсько-монгольських військ, можливо, сягала 74 000[3].
2. ↑  9703 померлих і пропалих,[10][11]
15,251 поранено,
від 701 до 2,225 шпиталізовано через хвороби. 
Борис Соколов пише, що згідно зі Смірновим "Война и военная медицина. 1939-1945 годы" число 701 враховує лише хворих, яких лікували в шпиталях Транс-байкальського військового округу і, що загальна кількість хворих за час кампанії склала 2,225.

## Згадка в художній літературі
Харукі Муракамі. Хроніка заводного птаха